# کامپوفورمیدو
کامپوفورمیدو (به ایتالیایی: Campoformido) یک کومونه در ایتالیا است که در استان اودینه واقع شده‌است.

## خصوصیات
کامپوفورمیدو ۲۱٫۹۸ کیلومترمربع مساحت و ۷٬۵۶۲ نفر جمعیت دارد و ۷۸ متر بالاتر از سطح دریا واقع شده‌است.